# Chateaugay (New York, village)
Ne doit pas être confondu avec Chateaugay (New York).
Chateaugay est un village situé dans le comté de Franklin, dans l'État de New York, aux États-Unis,. En 2010, il comptait une population de 833 habitants, estimée au 1er juillet 2019 à 798 habitants.

## Démographie
Lors du recensement de 2010, le village comptait une population de 833 habitants. Elle est estimée, en 2019, à 798 habitants.